# Termodynamisk process
Termodynamisk process beskriver den förändring som sker då ett termodynamiskt system övergår från ett tillstånd till ett annat. De tillstånd systemet passerar i en process brukar kallas processväg. För att en process ska vara fullständigt definierad måste både det ursprungliga och slutliga tillståndet beskrivas, såväl som processvägen och den påverkan processen gör på omgivningen. En tillståndsstorhet, exempelvis temperatur, är en egenskap som är oberoende av hur tillståndet uppnåtts, i motsats till en processtorhet, exempelvis värme, som är vägberoende.

## Överblick

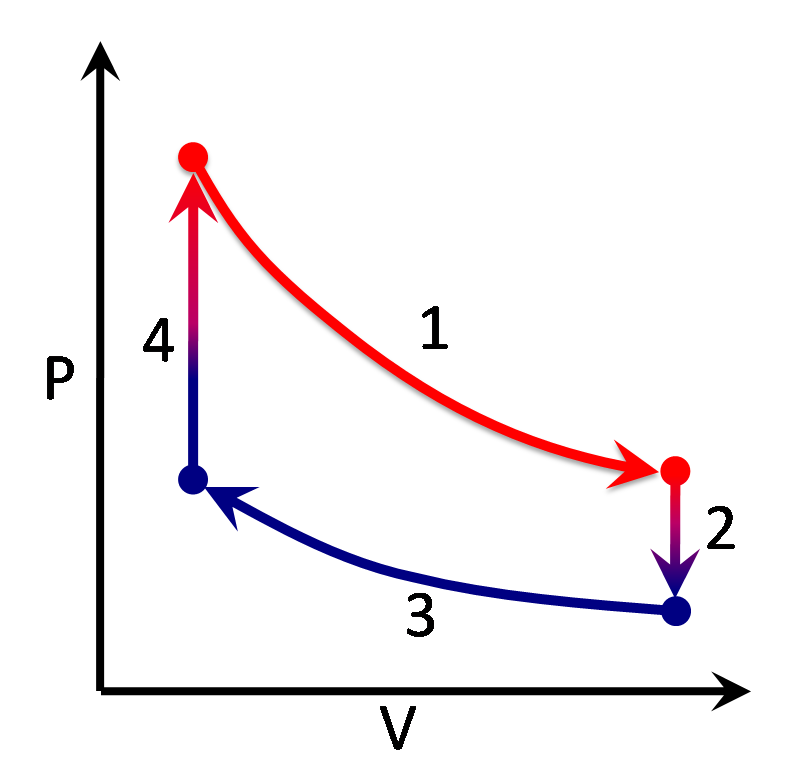
Ett exempel på en serie termodynamiska processer som tillsammans utgör Stirlingcykeln, här illustrerat i ett så kallat PV-diagram.

En termodynamisk process kan visualiseras grafiskt genom att plotta några av systemets tillståndsstorheter mot varandra. På bilden visas fyra processer som samtliga har väldefinierade start- och slutpunkter i tryck-volym-planet. I det här exemplet är process 1 och 3 isotermiska medan process 2 och 4 är isokora. PV-diagram är särskilt användbara för att visualisera processer eftersom arean under grafen visar den mängd gränsarbete som uträttats under processens gång. Arbete är alltså, i likhet med värme, en processfunktion eftersom mängden arbete är beroende av processvägen. Tryck och volym är å andra sidan tillståndsfunktioner eftersom de endast är beroende av systemet tillstånd i en viss punkt.

## Olika processer
Vid analys av olika idealiserade modeller används ofta olika standardiserade former av processer för att beskriva dess egenskaper:
- En isobar process sker vid konstant tryck P. Ett exempel skulle kunna vara en fri kolv i en cylinder som ständigt håller atmosfärstryck, utan att vara direkt öppen mot atmosfären.

- En isokor process sker då volymen V hålls konstant. Exempelvis en sluten och fast behållare innehållande luft. Allt värme som tillförs systemet kommer då omvandlas till inre energi.

- En isoterm process sker vid konstant temperatur T och bör inte förväxlas med en adiabatisk process (se nedan).

- En adiabatisk process är en process där inget värme Q tillförs eller lämnar systemet. För en reversibel process är detta identiskt med en isentrop process. En perfekt termiskt isolerad sluten termos skulle kunna ses som ett adiabatiskt system, det vill säga ett system som kan genomgå en adiabatisk process.

- En isentrop process sker vid konstant entropi S.

- En isentalpisk process sker vid konstant entalpi H

## Polytrop process
En polytrop process är en process som följer sambandet:
{\displaystyle PV^{\,n}=C}
där P är trycket, V är volymen, n är ett godtycklig tal (polytropkonstant) och C är en konstant. Denna ekvation kan användas för att med stor noggrannhet beskriva processer hos vissa termodynamiska system, särskilt kompression och expansion hos gaser och i vissa fall även vätskor och fasta ämnen.
Exponenten {\displaystyle n} kallas Polytropexponent. Specialfall för polytrop process är:
- n = 0 : isobar
- n = 1 : isoterm
- n → ∞ : isokor

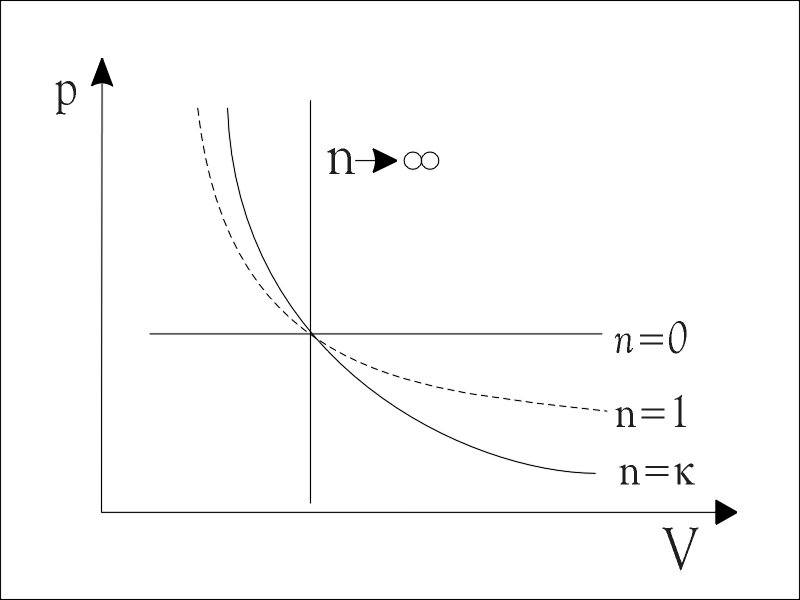
Specialfall för polytrop process

- n = {\displaystyle \ \kappa ={\frac {c_{p}}{c_{V}}}} : isentrop eller adiabat-reversibel

:

## Kvasistatisk process
En kvasistatisk process är en idealiserad modell av en termodynamisk process där varje processteg sker oändligt långsamt. Det är viktigt att notera att inga verkliga processer kan vara kvasistatiska. En kvasistatisk process försäkrar att varje processteg sker på ett sådant sätt att systemet i stort sett är i jämvikt under hela processen, en sådan process är typiskt reversibel.